# دنی مک‌براید
دنی مک‌براید (به انگلیسی: Danny Mcbride؛ متولد ۲۹ دسامبر ۱۹۷۶) بازیگر، تهیه‌کننده، نویسنده و کمدین اهل ایالات متحده آمریکا است. او در سریال‌های معاون‌های مدرسه و جمستون‌های نیکوکار که  از شبکه اچ‌بی‌او پخش می‌شوند، همکاری داشته‌است. مک‌براید در فیلم‌هایی همچون پاین‌اپل اکسپرس (۲۰۰۸)، تندر استوایی (۲۰۰۸)، بالا در آسمان (۲۰۰۹)، این آخرشه (۲۰۱۳) و بیگانه: پیمان (۲۰۱۷) به ایفای نقش پرداخته‌است. وی همچنین به عنوان صداپیشه در فیلم‌های من نفرت‌انگیز (۲۰۱۰)، پاندای کونگ‌فوکار ۲ (۲۰۱۱)، فیلم پرندگان خشمگین (۲۰۱۶)، سوسیس پارتی (۲۰۱۶)، فیلم پرندگان خشمگین ۲ (۲۰۱۹) و میچل‌ها در برابر ماشین‌ها (۲۰۲۱) حضور داشته‌است.

## کودکی
دنی مک‌براید متولد شهر استیتسبورو در ایالت جورجیا است. مادر و ناپدری‌اش در نیروی دریایی مشغول به کار بودند. مادر دنی در کلیسا گاهی سخنرانی‌هایی انجام می‌داد که خود دنی می‌گوید علاقه‌اش به گفتن داستان‌ها در این کار مادرش ریشه دارد.
دوران نوجوانی وی در شهر اسپاتسیلوانیا، در ایالت ویرجینیا گذشت و او دبیرستان خود را در این شهر به پایان رساند. وی دانش‌آموخته مدرسه هنر در دانشگاه کارولینای شمالی است.

## زندگی شخصی
دنی مک‌براید در سال ۲۰۱۰ با جیا روئیز ازدواج می‌کند. حاصل این ازدواج پسری متولد سال ۲۰۱۱ به نام دکلان است. او و خانواده‌اش در چارلستون، کارولینای جنوبی زندگی می‌کنند.

## فیلم‌شناسی

### فیلم
| سال  | عنوان                   | بازیگر | فیلم‌نامه‌نویس | تهیه‌کننده اجرایی |
| ---- | ----------------------- | ------ | ------------ | ---------------- |
| ۲۰۰۳ | همه دختران واقعی        | آری    |              |                  |
| ۲۰۰۷ | خیلی بد                 | آری    |              |                  |
| ۲۰۰۷ | کودک دل‌شکسته            | آری    |              |                  |
| ۲۰۰۸ | دریلبیت تیلور           | آری    |              |                  |
| ۲۰۰۸ | پاین‌اپل اکسپرس          | آری    |              |                  |
| ۲۰۰۸ | تندر استوایی            | آری    |              |                  |
| ۲۰۰۹ | پسرهای طرفدار           | آری    |              |                  |
| ۲۰۰۹ | مشاهده و گزارش          | آری    |              |                  |
| ۲۰۰۹ | سرزمین گمشدگان          | آری    |              |                  |
| ۲۰۰۹ | بالا در آسمان           | آری    |              |                  |
| ۲۰۱۰ | من نفرت‌انگیز            | آری    |              |                  |
| ۲۰۱۰ | موعد مقرر               | آری    |              |                  |
| ۲۰۱۱ | پاندای کونگ‌فوکار ۲      | آری    |              |                  |
| ۲۰۱۱ | ۳۰ دقیقه یا کمتر        | آری    |              |                  |
| ۲۰۱۳ | گور به گور              | آری    |              |                  |
| ۲۰۱۳ | این آخرشه               | آری    |              |                  |
| ۲۰۱۳ | جو                      |        |              | آری              |
| ۲۰۱۴ | خشم و هیاهو             | آری    |              |                  |
| ۲۰۱۴ | منگلهورن                |        |              | آری              |
| ۲۰۱۵ | آلوها                   | آری    |              |                  |
| ۲۰۱۵ | دان وردین               | آری    |              |                  |
| ۲۰۱۵ | قصبه را بلرزان          | آری    |              |                  |
| ۲۰۱۶ | سوسیس پارتی             | آری    |              |                  |
| ۲۰۱۶ | فیلم پرندگان خشمگین     | آری    |              |                  |
| ۲۰۱۶ | مغزهای متفکر            |        |              | آری              |
| ۲۰۱۶ | در نبردی مشکوک          | آری    |              |                  |
| ۲۰۱۷ | بیگانه: پیمان           | آری    |              |                  |
| ۲۰۱۷ | هنرمند فاجعه            | آری    |              |                  |
| ۲۰۱۸ | هالووین                 |        | آری          | آری              |
| ۲۰۱۹ | فیلم پرندگان خشمگین ۲   | آری    |              |                  |
| ۲۰۱۹ | زیروویل                 | آری    |              |                  |
| ۲۰۲۰ | مرد چاق                 |        |              | آری              |
| ۲۰۲۱ | میچل‌ها در برابر ماشین‌ها | آری    |              |                  |
| ۲۰۲۱ | هالووین می‌کشد           |        | آری          | آری              |

### تلویزیون
| سال        | نام               | بازیگر | سازنده | فیلم‌نامه‌نویس | تهیه‌کننده اجرایی |
| ---------- | ----------------- | ------ | ------ | ------------ | ---------------- |
| ۲۰۱۱       | حس‌های خوب         | آری    |        |              |                  |
| ۲۰۱۶-۲۰۱۷  | معاون‌های مدرسه    | آری    | آری    | آری          | آری              |
| ۲۰۱۹-اکنون | جمستون‌های نیکوکار | آری    | آری    | آری          | آری              |

## پیوند
- دنی مک‌براید در بانک اطلاعات اینترنتی فیلم‌ها